# Oxirén
Az oxirén feltételezett heterociklusos vegyület. Háromtagú telítetlen gyűrűs molekuláját két szén- és egy oxigénatom alkotja. Mivel ez a szerkezet rendkívül feszült, nincs egyetértés abban, hogy ez az elrendeződés tényleg molekulának tekinthető-e vagy csak átmeneti állapot. Emiatt főként molekulamodellezési eszközökkel vizsgálták.
Vannak kísérleti jelei annak, hogy az oxirén előfordul a Wolff-átrendeződés során (akár mint köztitermék vagy mint átmeneti állapot).

## Fordítás
Ez a szócikk részben vagy egészben  az   Oxirene című angol Wikipédia-szócikk ezen változatának fordításán alapul.  Az eredeti cikk szerkesztőit annak laptörténete sorolja fel. Ez a jelzés csupán a megfogalmazás eredetét és a szerzői jogokat jelzi, nem szolgál a cikkben szereplő információk forrásmegjelöléseként.